# گوستاو کاسمیر

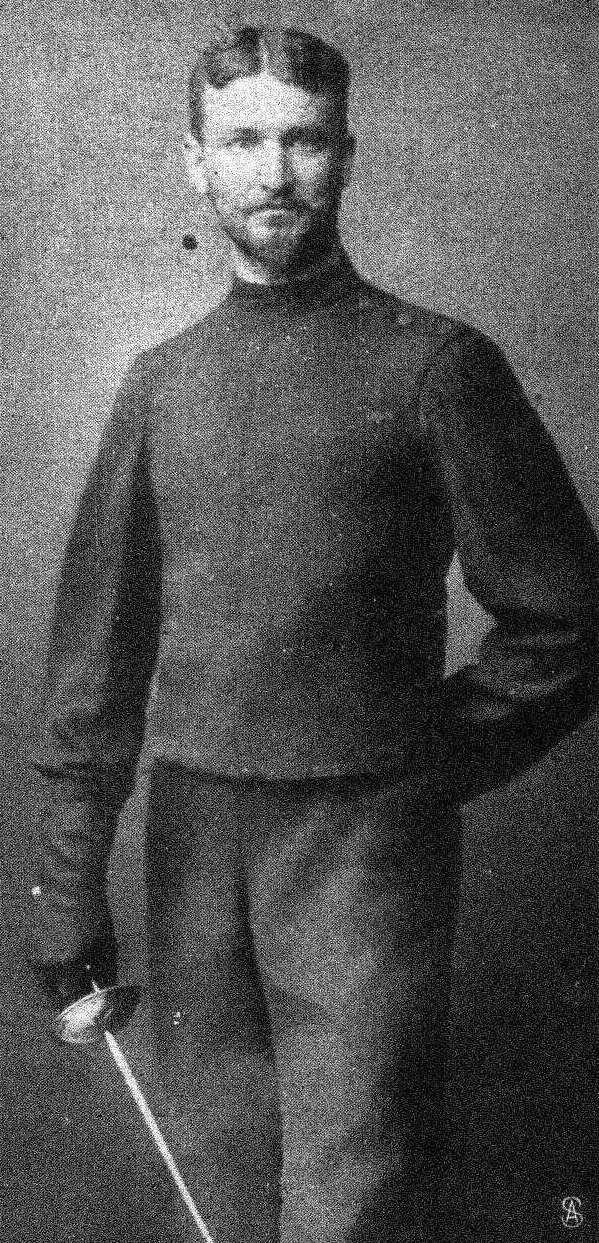
گوستاو کاسمیر در سال ۱۹۱۹

گوستاو کاسمیر (انگلیسی: Gustav Casmir; ۵ نوامبر ۱۸۷۴ – ۲ اکتبر ۱۹۱۰) شمشیرباز اهل آلمان بود.
وی در مسابقات کشوری و بین‌المللی در مجموع برندهٔ ۲ مدال طلا، ۲ مدال نقره شده‌است.